# Parti communiste du Népal (2018)
Pour les articles homonymes, voir Parti communiste du Népal.
Le Parti communiste du Népal (नेपाल कम्युनिष्ट पार्टी, PCN) est un parti politique népalais, marxiste-léniniste-maoïste, actif de 2018 à 2021.
Il est issu de la fusion du Parti communiste du Népal (marxiste-léniniste unifié) et du Parti communiste unifié du Népal (maoïste). Les deux partis reprennent leur autonomie après la dissolution du parti.
Il est codirigé par Khadga Prasad Sharma Oli et Pushpa Kamal Dahal, respectivement premier ministre depuis 2018 et premier ministre de 2016 à 2017. La présidente de la République, Bidya Devi Bhandari, était vice présidente du parti lors de son élection.